# Alos (Tarn)
Alos è un comune francese di 111 abitanti situato nel dipartimento del Tarn nella regione dell'Occitania.

## Società

### Evoluzione demografica
Abitanti censiti